# Sorges
Sorges är en kommun i departementet Dordogne i regionen Nouvelle-Aquitaine i sydvästra Frankrike. Kommunen ligger i kantonen Savignac-les-Églises som tillhör arrondissementet Périgueux. År 2018 hade Sorges 1 283 invånare.

## Befolkningsutveckling
Antalet invånare i kommunen Sorges
Referens:INSEE